# Зуддендорф
Зуддендорф (нем. Suddendorf) — община в Германии, в земле Нижняя Саксония.
Входит в состав района Графство Бентхайм. Подчиняется управлению Шютторф.  Население составляет 1067 человек (на 31 декабря 2006 года). Занимает площадь 8,2 км².
| Год  | Население |
| ---- | --------- |
| 1990 | 772       |
| 1995 | 835       |
| 2000 | 962       |
| 2005 | 1047      |
| 2010 | 1087      |